# Жизнеописания наиболее знаменитых живописцев, ваятелей и зодчих
«Жизнеописания наиболее знаменитых живописцев, ваятелей и зодчих» (итал. Le Vite de’piu eccelenti Pittori, Scultori e Architetti) — собрание 178 биографий художников Италии эпохи Возрождения (с описанием некоторых их произведений), подготовленное художником Джорджо Вазари с группой помощников. Напечатано в 1550 году, в расширенном виде — в 1568 году. На протяжении веков — основной (а подчас и единственный) источник информации о величайших художниках Ренессанса. Отправная точка развития истории искусств, наиболее чтимый образец для первых специалистов по искусствоведению. В силу громадного объёма перепечатывается главным образом в извлечениях.

## Работа над текстом
К созданию рукописи «Жизнеописаний» Вазари подошёл уже будучи зрелым человеком, имевшим опыт общения с различными владельцами произведений искусства, меценатами, художниками. Он вынужденно странствовал по городам и княжествам Италии, особенно когда терял очередного покровителя или же под принуждением трагических событий, которыми изобиловала история первой половины XVI века. Так, в 1537 году был злодейски убит Алессандро Медичи, очередной покровитель Вазари, а это отразилось как на его материальном, так и на душевном состоянии.
Материалы к рукописи собирались частями. Первую часть автор подготовил весной 1548 года (ему было тогда 37 лет). В печать она была отправлена летом 1549 года, когда заметки получили одобрение его высокопоставленных покровителей. Лишь в ноябре 1549 года была напечатана теоретическая часть, которой начиналось произведение, — «Введение в три искусства». В январе 1550 года издание было доведено до жизнеописания художника Доменико Гирландайо, в феврале — обнародована биография ещё жившего в то время Микеланджело. Известна точная дата, когда была завершена публикация первого издания, — это произошло 29 марта 1550 года.
Первое издание осуществил во Флоренции печатник Лоренцо Торрентино; произведение имело посвящение великому герцогу Козимо I Медичи. Лоренцо Торрентино происходил из Брабанта, его настоящее имя — Лоренц ван дер Блик (1499—1563). Печатник вполне натурализовался в Италии, где поселился и где был дважды женат на итальянках.
Вазари не был вполне доволен полнотой своего сочинения. Он продолжал собирать дополнительные сведения о жизни и творчестве художников-современников и художников итальянского прошлого. Особенно — после смерти Микеланджело и посещения Венеции, мощную художественную школу которой он не решился игнорировать, несмотря на приверженность к художникам-флорентийцам и римской школе живописи.
Только через 18 лет после первого издания его сочинение приняло окончательный вид, в котором и дошло до нашего времени. В первом издании описывались биографии только умерших художников (за исключением одного Микеланджело), во втором издании были добавлены биографии еще живых художников а также их портреты.
Второе издание 1568 года было дополнено портретами художников, если имелись хоть какие-то их портреты. Часть портретов — выдумки, часть отсутствует, оставлена лишь роскошная графическая рамка (отделка) в стиле маньеризма.

## Групповое авторство
Вазари отнёсся весьма добросовестно к созданию монументального произведения о деятелях итальянского искусства, которое ему посоветовал написать Джовио (беседа состоялась на званом обеде в присутствии Павла III). Когда первая часть рукописи была готова, он передал её Аннибале Каро, который помог ему своими замечаниями и посоветовал довести работу до конца. Позднее монах Маттео Фаэтано, имевший литературное образование, по поручению Вазари «подшлифовал» слог. Таким образом, произведение имело коллективное авторство ради соответствия тогдашним стандартам и требованиям к литературному произведению. Отсюда — анекдоты и беллетристика в материалах жизнеописаний, как, например, известные истории о музыкантах, которые услаждали слух Джоконды, пока Леонардо да Винчи писал её портрет, или о мухе, которую юный Джотто нарисовал на носу одной из фигур Чимабуэ и которую его учитель тщетно пытался отогнать. Осознание, что это не только научное и культурологическое произведение, но также и литературный памятник эпохи, пришло только в XX веке.

## Ошибки Вазари как автора
При сочинении биографий Вазари, будучи весьма востребованным и занятым художником, опирался не столько на архивные документы, сколько на расспросы свидетелей, легенды, предания. В области истории искусств он не имел предшественников, даже в античности, и своим сочинением фактически создавал совершенно новый жанр.
В XX веке произведение Вазари было пересмотрено критически и с позиций современных требований. Оказалось, что автор пытался беллетризовать жизнеописания, представить их как интересные рассказы, украсил или, наоборот, унизил авторитет тех, кого не любил. Так, Вазари сообщил как факт сплетни о том, что якобы Андреа дель Кастаньо из зависти убил своего учителя. Эти байки были приняты современниками как документальные свидетельства. Авторитету талантливого Кастаньо был нанесён сокрушительный удар, его фрески закрасили, имя вычеркнули из памяти.
Вазари был патриотом Флоренции и включил в книгу биографии всех известных флорентийских мастеров, приписав флорентийцам даже изобретение гравюры. Он включил биографии второстепенных и малоизвестных мастеров — только потому, что они были флорентийцами. На венецианское искусство он смотрит весьма снисходительно. Особенную неприязнь он испытывал к Тинторетто, не поместив его биографию в своей книге. Информацию о Тинторетто он поместил в биографии Баттисты Франко, который никак не равнялся в одарённости Тинторетто.
Вазари в своей книге подробно повествует о собственном творчестве и отдаёт должное своему таланту живописца и архитектора.

## Влияние
Произведение Вазари тщательно изучали и перечитывали как при жизни автора, так и после его смерти. Способствовали этому и переиздания произведения в Англии, Франции, в самой Италии. Нет сомнений, что произведение итальянца повлияло на замысел и появление аналогичного произведения, созданного на севере Европы Карелом ван Мандером (Het Schilderboeck, 1604). «Книга о художниках» Мандера носит компилятивный характер и является переводом легенд, воспоминаний и фактов из различных источников, не всегда достоверных. Достоинством книги Мандера было возвращение в историю искусств имен забытых художников Северного Возрождения, включая великого Грюневальда.
Встречи со многими выдающимися художниками побудили немецкого художника XVII века Иоахима Зандрарта к описанию жизнеописаний художников-современников в книге «Немецкая академия». Произведение разрасталось, и в круг вошли также жизнеописания мастеров прошлого. Историческое значение произведения Зандрарта значительно повысили гравюры-портреты художников. Только благодаря этим гравюрам сохранился, например, портрет Клода Лоррена, который сам не писал автопортретов, а его, кроме Зандрарта, никто не портретировал. Зандрарт в XVII веке стал наследником и немецким продолжателем дела итальянского искусствоведа Джорджо Вазари.
В самой Италии в конце XVII века искусствоведческий подвиг Вазари попытался повторить Джованни Пьетро Беллори. Более поздние издания, снабженные комментариями разных авторов, неоднократно выходили за прошедшие десятилетия. В 1878 г. сочинение Вазари вышло во Флоренции под редакцией Гаэтано Миланези.

## Структура произведения
Произведение разделено на пять частей:
- Первая часть — это посвящение Козимо I Медичи и введение, за которым следует справочный и технический текст о живописи, скульптуре и архитектуре.
- Со второй части начинаются собственно жизнеописания. Здесь приведены биографии треченто от Чимабуэ до Лоренцо ди Биччи[итал.]. Среди приведённых жизнеописаний — Джотто, Симоне Мартини, Пьетро Лоренцетти, Дуччо, Андреа Орканья, Антонио Венециано, Джованни даль Понте, Уголино, Спинелло Аретино.
- В третьей части приведены, помимо других, биографии мастеров кватроченто — Якопо делла Кверча, Лоренцо Гиберти, Мазаччо, Филиппо Брунеллески, Донателло, Дезидерио да Сеттиньяно, Сандро Боттичелли, Антонелло да Мессина, Алессо Бальдовинетти, фра Филиппо Липпи, Мино да Фьезоле, Лоренцо Коста, Доменико Гирландайо, Андреа Верроккьо, Якопо, Джентиле и Джованни Беллини.
- Четвёртая часть произведения посвящена Высокому Возрождению. Это смесь жизнеописаний второстепенных художников и скульпторов с художниками огромного дарования, которые прокладывали новые пути в тех областях, где работали. Здесь приведены, помимо других, жизнеописания таких прославленных личностей, как Донато Браманте, Джорджоне, Корреджо, Рафаэль Санти, Леонардо да Винчи, Лоренцо ди Креди, Бальдассаре Перуцци, Доссо Досси, Антонио да Сангалло.
- Основная часть итальянских маньеристов представлена в пятой части. В ней продолжены также жизнеописания мастеров Венеции, в основном работавших после смерти Беллини и Джорджоне. В ней приведены, помимо других, биографии Себастьяно дель Пьомбо, Тициана, фра Монторсоли, Даниэле да Вольтерра, Микеланджело, Якопо Сансовино, Леоне Леони, Франческо Сальвиати, Приматиччо, трёх художников Гирландайо. Краткое жизнеописание Якопо Тинторетто спрятано в биографии Баттисты Франко. Именно в этой части Вазари разместил и собственное жизнеописание.

## Сочинение Вазари в России
Первое сокращенное русское издание Вазари подготовило в 1933 году издательство Academia. Над переводами текстов работали А. Габричевский, Ю. Верховский, А. Дживелегов, которому принадлежит вступление. До настоящего времени чаще всего перепечатывается именно подборка из 12 биографий, включая Джотто, Боттичелли, Леонардо да Винчи, Рафаэля, Тициана, Микеланджело.
Более полный русский перевод сочинения Вазари был выполнен в середине XX века А. И. Венедиктовым и А. Г. Габричевским под общей редакцией А. Г. Габричевского. Перевод выпущен в 5 томах в издательстве «Искусство» в 1956—1971 годах.